# ليز آند ذا بلو بيرد
ليز آند ذا بلو بيرد (باليابانية: リズと青い鳥) هو فيلم أنمي ياباني، من أخراج ناوكو يامادا، وتأليف ريكو يوشيدا، مقتبس من رواية صوت! يوفونيوم، التي كتبها أيانو تاكيدا، عرض الفيلم في 21 أبريل 2018.

## القصة
ميزور هي طالبة هادئة وانطوائية في سنتها الأخيرة في المدرسة الثانوية، وهي عازفة في الفرقة النحاسية بالمدرسة. صديقتها الوحيدة التي تشغل معظم أفكارها، هي نوزومي واحدة من عازفي الفلوت في الفرقة، التي أصبحت أكثر شعبية. معا يتدرب الاثنان على العزف كثنائي من القطعة الموسيقية ليز والطيور الأزرق، الذي يقوم على قصة خرافية ألمانية تحمل اسم نوزومي.

## الشخصيات
- ميزوري يورويزوكا

أداء صوتي: أتسومي تانيزاكي
- نوزومي كاساكي

أداء صوتي: ناو توياما
- ليز

أداء صوتي: ميو هوندا
- يوكو يوشيكاوا

أداء صوتي: يوري ياماوكا
- كوميكو أوماي

أداء صوتي: تومويو كوروساوا
- هازوكي كاتو

أداء صوتي: أياكا أساي
- سابهيري كاواشيما

أداء صوتي: موي تويوتا
- رينا كوساكا

أداء صوتي: تشيكا أنزاي
- ساتومي نيياما

أداء صوتي: هوكو كواشيما
- ماساهيرو هتشيموتو

أداء صوتي: يويتشي ناكامورا
- نوبورو تاكي

أداء صوتي: تاكاهيرو ساكوراي

## وصلات خارجية
- الموقع الرسمي
 (باليابانية)
- ليز آند ذا بلو بيرد على موقع IMDb (الإنجليزية)
- ليز آند ذا بلو بيرد على موقع ميتاكريتيك (الإنجليزية)
- ليز آند ذا بلو بيرد على موقع روتن توميتوز (الإنجليزية)
- ليز آند ذا بلو بيرد على موقع ألو سيني (الفرنسية)
- ليز آند ذا بلو بيرد على موقع بوكس أوفيس موجو (الإنجليزية)
- ليز آند ذا بلو بيرد على موقع فيلمافينيتي (الإسبانية)
- ليز آند ذا بلو بيرد على موقع قاعدة بيانات الفيلم (الإنجليزية)
- ليز آند ذا بلو بيرد على موقع ليتربوكسد (الإنجليزية)
- ليز آند ذا بلو بيرد على موقع كينوبويسك (الروسية)
- ليز آند ذا بلو بيرد على موقع ANN anime (الإنجليزية)